# Ginòlas
Ginòlas (en francès Ginoles) és un municipi del departament de l'Aude, a la regió d'Occitània.